# Antennatus linearis
Antennatus linearis is een straalvinnige vissensoort uit de familie van voelsprietvissen (Antennariidae). De wetenschappelijke naam van de soort is voor het eerst geldig gepubliceerd in 2001 door John Ernest Randall en Ron R. Holcom.